# Amica Chips-Tacconi Sport
La Amica Chips-Tacconi Sport, conosciuta precedentemente come Ideal-Aster Lichy e Ros Mary, era una squadra maschile italiana di ciclismo su strada attiva tra i professionisti dal 1996 al 2000.
Fu fondata e diretta fino al 1999 dall'ex ciclista Marino Basso, mentre nel 2000, a seguito dell'avvenuta fusione con la Riso Scotti-Vinavil, fu guidata da Davide Boifava. Partecipò a quattro Giro d'Italia e una Vuelta a España, con due vittorie di tappa nell'edizione 1999 della corsa spagnola. Lo sponsor principale fu dal 1999 al 2000 Amica Chips, azienda mantovana produttrice di patatine. 
Dopo la stagione 2000 la squadra si sciolse per fondersi con la Vini Caldirola-Sidermec e formare la nuova Tacconi Sport-Vini Caldirola.

## Cronistoria

### Annuario
| Anno | Codice | Nome                          | Cat. | Biciclette | Dirigenza                                                                                          |
| ---- | ------ | ----------------------------- | ---- | ---------- | -------------------------------------------------------------------------------------------------- |
| 1996 | -      | Ideal-Aster Lichy             | GSII | Basso      | Manager: Marino Basso Dir. sportivi: Aldo Donadello, Giorgio Vannucci                              |
| 1997 | RMY    | Ros Mary-Minotti Italia-Ideal | GSII | Fondriest  | Manager: Marino Basso Dir. sportivi: Paolo Dotti, Giorgio Vannucci                                 |
| 1998 | ROS    | Ros Mary-Amica Chips          | GSII | Nybcor     | Manager: Marino Basso Dir. sportivi: Sandro Quintarelli, Paolo Dotti, Leonardo Levati              |
| 1999 | AMI    | Amica Chips-Costa de Almería  | GSII | Fondriest  | Manager: Marino Basso Dir. sportivi: Sandro Quintarelli, Bruno Cenghialta, Miguel Moreno Cachinero |
| 2000 | AMI    | Amica Chips-Tassoni Sport     | GSII | Carrera    | Manager: Davide Boifava Dir. sportivi: Mario Chiesa, Sandro Quintarelli                            |

### Classifiche UCI
| Anno | Class. | Pos. | Migliore cl. individuale |
| ---- | ------ | ---- | ------------------------ |
| 1996 | -      | 45º  | Angelo Citracca (204º)   |
| 1997 | -      | 38º  | Roberto Caruso (116º)    |
| 1998 | GSI    | 25º  | Felice Puttini (78º)     |
| 1999 | GSII   | 6º   | Felice Puttini (141º)    |
| 2000 | GSII   | 7º   | Filippo Simeoni (115º)   |

## Divise
| Ros Mery-Amica Chips (1998) | Amica Chips-Costa Almería (1999) | Amica Chips-Tacconi Sport (2000) |

## Palmarès

### Grandi Giri
- Giro d'Italia

Partecipazioni: 4 (1997, 1998, 1999, 2000)
Vittorie di tappa: 0
- Tour de France

Partecipazioni: 0
Vittorie di tappa: 0
- Vuelta a España

Partecipazioni: 1 (1999)
Vittorie di tappa: 2
1999: 2 (Fabio Roscioli, Vjačeslav Ekimov)

### Campionati nazionali
- Campionati moldavi: 1

In linea: 2000 (Ruslan Ivanov)